# Culture de l'Islande
 (mars 2015).
Si vous disposez d'ouvrages ou d'articles de référence ou si vous connaissez des sites web de qualité traitant du thème abordé ici, merci de compléter l'article en donnant les références utiles à sa vérifiabilité et en les liant à la section « Notes et références ».

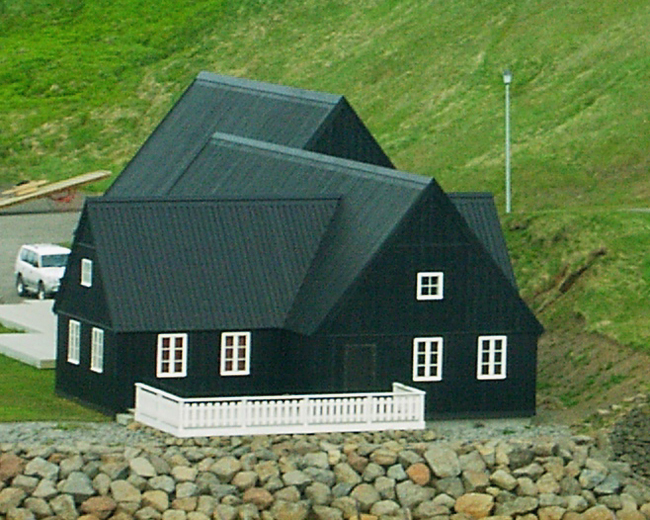
Une maison islandaise à Hofsós.

La culture de l'Islande, pays de l'Europe du Nord, désigne d'abord les pratiques culturelles observables de ses habitants (340 000, estimation 2017).
L'Islande est célèbre pour toutes les sagas qui y ont été imaginées et mises par écrit à l'époque médiévale : certaines, comme la saga de Hrafnkell, sont toujours lues et appréciées aujourd'hui.
Les Islandais sont entre deux tendances culturelles. D'un côté, les traditions qui s'expriment par la conservation qui transmet certaines croyances (présence d'elfes invisibles par exemple), de l'autre l'américanisation imprègne le pays : séries en anglais sous-titrées en islandais, omniprésence de Coca-Cola. L'alimentation venant de l'étranger est rarement totalement traduite (par exemple les céréales ; cela ne serait pas rentable pour le producteur), du football américain est diffusé à la télévision.

## Langues, peuples, cultures

### Langues
La langue officielle de l'Islande est l'islandais, qui est la langue maternelle de 97 % de la population du pays. Les deux langues obligatoires sont l’anglais et le danois.
Il existait également un pidgin parlé au XVIIe siècle par des pêcheurs et baleiniers basques et une partie de la population dans les fjords de l'Ouest à Vestfirðir : le basco-islandais,.
La langue des signes islandaise est reconnue depuis le 27 mai 2011 par le parlement islandais.
Le purisme linguistique s’est développé afin de maintenir la structure de l’islandais et de développer son vocabulaire. L’Íslensk málstöð, l'académie responsable de la planification et de la préservation de la langue islandaise, agit dans ce sens

### Peuples et cultures
Les islandais sont le principal groupe ethnique de l’Islande. Ils sont issus de divers peuples germaniques dont principalement des Scandinaves et en moindre mesure des Irlandais, des Écossais et des Allemands.
La diaspora polonaise est la minorité la plus forte, avec environ  13 000 personnes.
L’histoire des Juifs en Islande est marquée par l’antisémitisme.

## Traditions

### Religions

Pourcentage de la population islandaise ne se déclarant d’aucune religion depuis la fin du 19e siècle.

L’Islande est un pays majoritairement luthérien, qui possède le statut de religion d'État (91 % de la population). L'Église d'Islande est membre de la Fédération luthérienne mondiale.
Il existe nombreuses autres petites communautés chrétiennes : catholiques, pentecôtistes, adventistes, etc. rassemblant près de 11 500 fidèles, c'est-à-dire 4 % de la population, ainsi que des orthodoxes.
L’islam et le judaïsme sont peu présents. Il existait en 2013 environ 770 musulmans déclarés comme tels auprès des associations religieuses du pays, sur une population totale de 321 857 habitants, soit environ 0,24 % de la population ; ils étaient moins d'une dizaine au début des années 1970. L’antisémitisme étant particulièrement présent, il existe peu de lieux dédiés à cette pratique religieuse, hormis le centre Chabad est inauguré en 2018.
D’autres religions sont présentes, telles que la foi baha'ie (islande) (en) et le bouddhisme (islande) (en).
Deux courant issus du néopaganisme sont pratiqués : le premier est l’Ásatrú, qui a donné l’Ásatrúarfélagið, une organisation religieuse néo-païenne islandaise dont le but est de promouvoir et faire vivre une forme reconstruite de la religion nordique ancienne. Elle comptait 3100 membres en 2014. Le second est le Zuisme, un ensemble de mouvements néo-païens de tradition sumérienne-mésopotamienne, fondé en Islande en 2010 par Ólafur Helgi Þorgrímsson et enregistrée par l'État en 2013.
Environ 4% des islandais se déclarent agnostique[réf. nécessaire]. Le pays possède également une tradition d’Irreligion (Islande) (en) depuis le 19e siècle.
La liberté de religion en Islande (en) est garantie par l’article 64 de la Constitution islandaise de 1944.

### Symboles

Armoiries de l'Islande.

Drapeau de l'Islande.

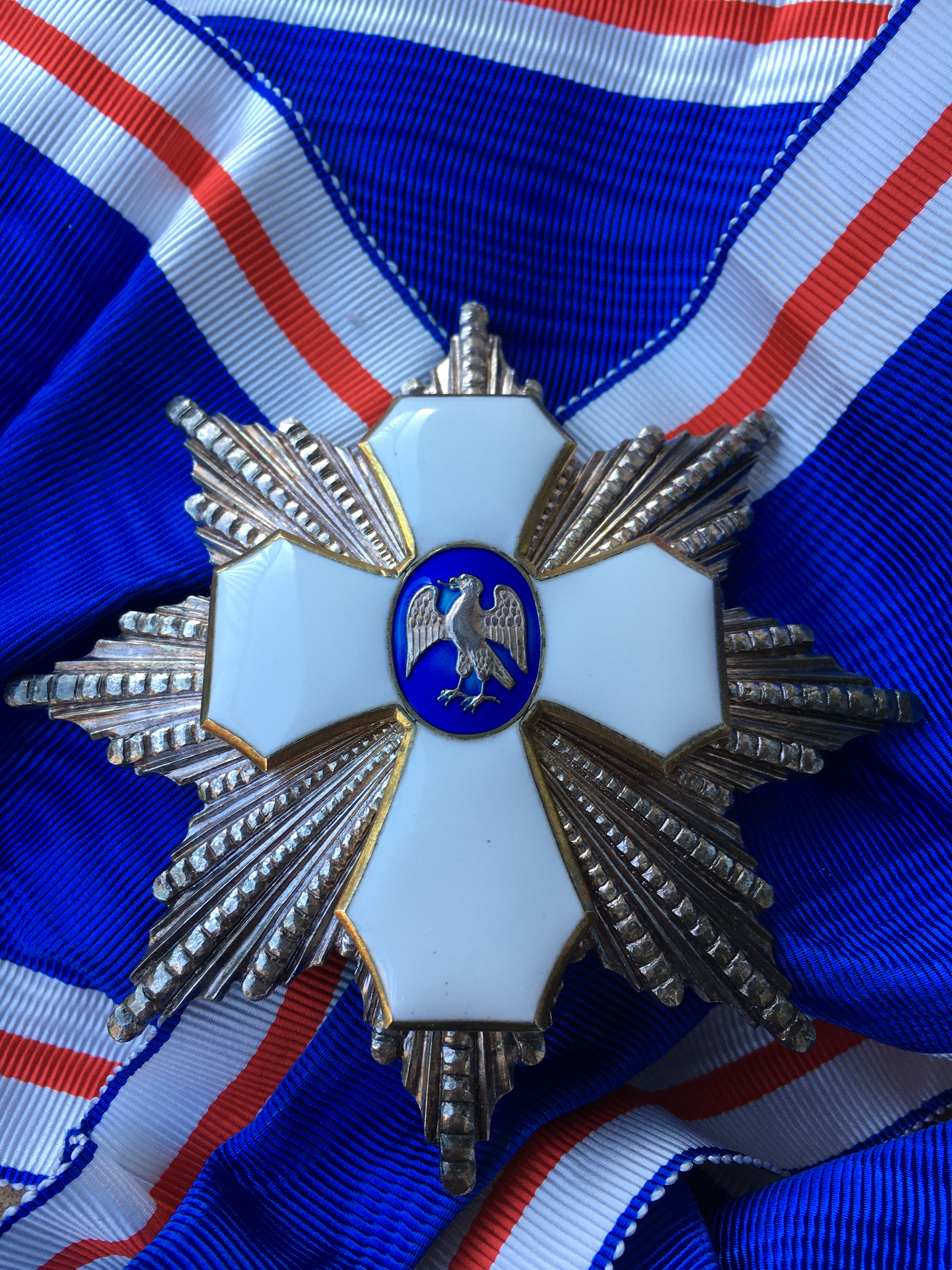
Grand-croix de l’ordre du faucon.

Les armoiries de l'Islande se composent des quatre figures mythiques protectrices du pays (« landvættir ») entourant un blason représentant le drapeau de l'Islande, le tout sur un bloc de lave.
Le drapeau de l'Islande est décrit officiellement dans la loi no 34, du 17 juin 1944, jour où l'Islande est devenue une République. Il se décline en List of Icelandic flags (en).
L’hymne national islandais est le Lofsöngur, composé en 1874 par Matthias Jochumsson et Sveinbjörn Sveinbjörnsson.
Le costume national islandais est appelé le Þjóðbúningurinn. Ayant connu divers degrés de popularité depuis le XIXe siècle, il est régulé depuis 2001 par le Þjóðbúningaráð, l'Autorité du costume national.
L’Ordre du Faucon  peut être décerné à des Islandais et à des citoyens d'autres pays pour des réalisations en Islande ou à l'étranger.

### Folklore et Mythologie

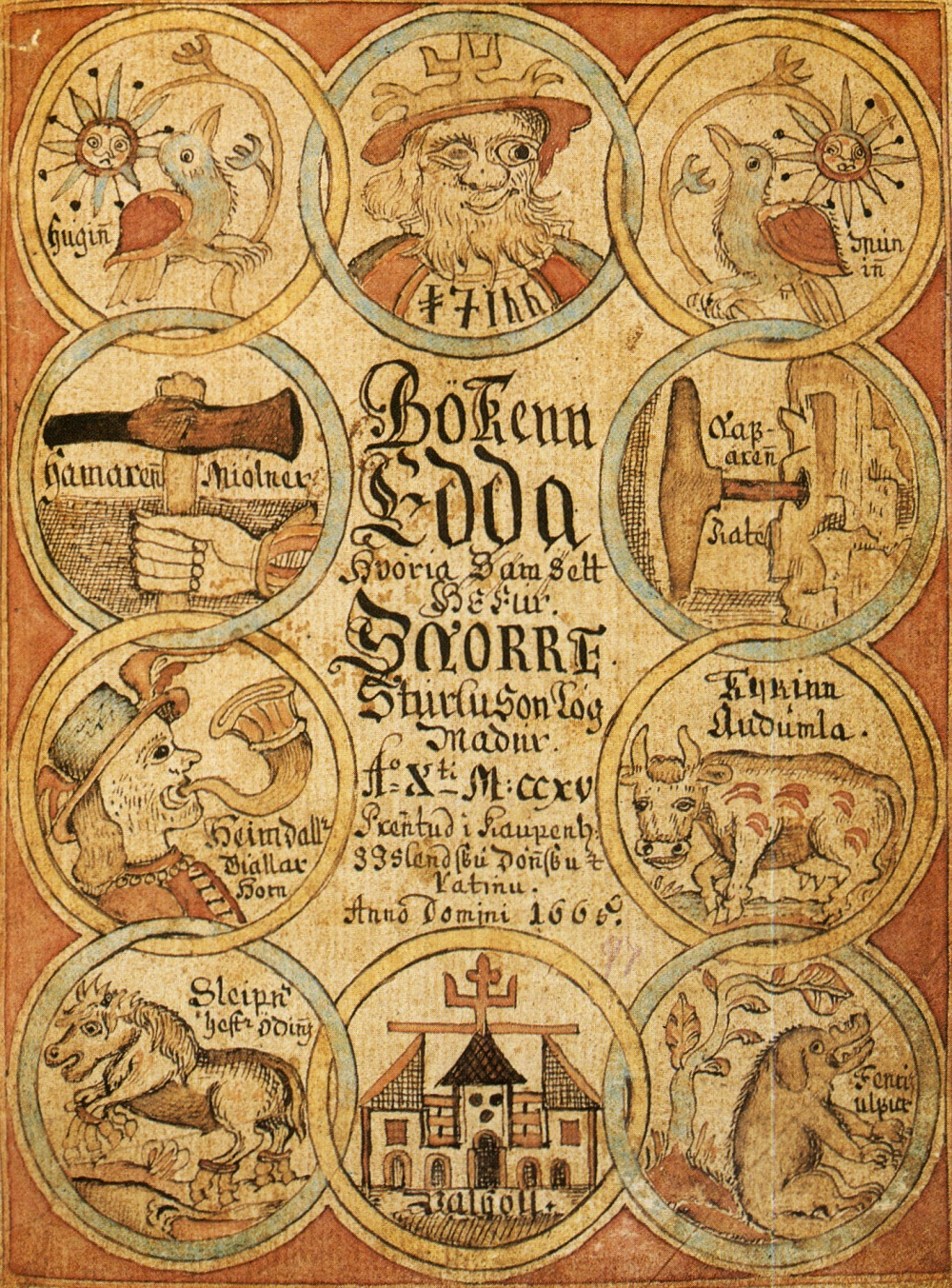
Couverture d'un manuscrit de l'Edda de Snorri illustré par Ólafur Brynjúlfsson (1760).
Copenhague, Bibliothèque royale.

Le folklore islandais est indissociable du folklore scandinave et de la mythologie nordique. Le folkloriste Jón Hnefill Aðalsteinsson a publié de nombreux travaux sur ce sujet.
De nombreuses pratiques, symboles et personnages sont communs avec le reste du monde scandinave : kitchen witch (en), troll cross (en), Tycho Brahe days (en)…
L’Edda de Snorri, présentation complète et organisée de la mythologie nordique, a été attribuée à Snorri Sturluson, né en Islande et principal écrivain scandinave du Moyen Âge.

### Fêtes et jours fériés

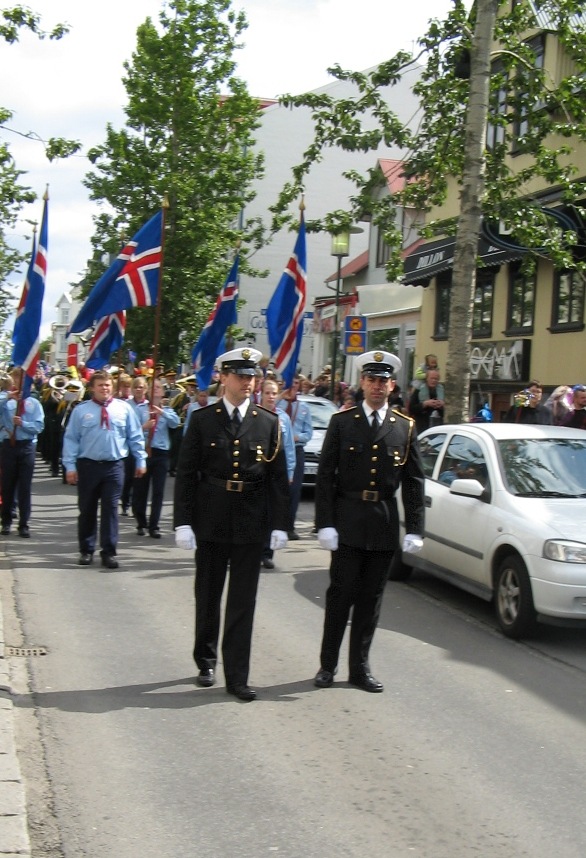
Défilé lors de la fête nationale le 17 juin.

| Date                                                                   | Nom français         | Nom local            | Remarques                                  |
| ---------------------------------------------------------------------- | -------------------- | -------------------- | ------------------------------------------ |
| 1er janvier                                                            | Nouvel an            | Nýársdagur           | Fête internationale civile                 |
| Jeudi Saint                                                            | Jeudi Saint          | Skírdagur            | Calendrier pascal chrétien                 |
| Vendredi saint                                                         | Vendredi saint       | Föstudagurinn langi  | Calendrier pascal chrétien                 |
| Lundi de Pâques                                                        | Lundi de Pâques      | Annar í páskum       | Calendrier pascal chrétien                 |
| 3e jeudi d’avril                                                       | Fête de l’Été        | Sumardagurinn fyrsti | Fête traditionnelle pour la fin de l'hiver |
| 1er mai                                                                | Fête du Travail      | Verkalýðsdagurinn    | Fête internationale civile                 |
| 17 juin                                                                | Fête nationale       | Lýðveldisdagurinn    | Indépendance de 1944                       |
| Jeudi de l'Ascension                                                   | Jeudi de l'Ascension | Uppstigningardagur   | Calendrier pascal catholique               |
| Lundi de Pentecôte                                                     | Lundi de Pentecôte   | Annar í hvítasunnu   | Calendrier pascal catholique               |
| 1er lundi d’août                                                       | Fête des commerçants | Verslunarmannahelgi  | Fête traditionnelle                        |
| 24 décembre                                                            | Veillée de Noël      | Aðfangadagur jóla    | L’après-midi seulement.                    |
| 25 décembre                                                            | Jour de Noël         | Jóladagur            | Fête chrétienne                            |
| 26 décembre                                                            | Lendemain de Noël    | Annar í jólum        |                                            |
| 31 décembre                                                            | Veillée du Nouvel an | Gamlársdagur         | L’après-midi seulement.                    |
| Les dimanches (incluant la fête de Pâques) sont également tous chômés. |                      |                      |                                            |

## Société
- International rankings of Iceland (en)

Parmi les Islandais célèbres, on compte la chanteuse de pop Björk, les groupes Sigur Rós, GusGus, The Sugarcubes, Solstafir, Falkenbach, Múm, Of Monsters and Men.
En littérature, les romanciers Thor Vilhjálmsson, et Guðbergur Bergsson sont très connus, et  Halldór Laxness reçut le prix Nobel de littérature en 1955. Pour le roman policier, Arnaldur Indriðason, est traduit et apprécié dans la plupart des langues occidentales.
En sport, on peut compter le joueur de football de Molde, Eiður Guðjohnsen.
En 2022, l’Islande se classe en tête du Global Peace Index, selon The Economist Intelligence Unit.
A contrario, le rapport annuel du Fund for Peace classe l’Islande 178 sur 179 dans son Indice des États fragiles.

### Famille
Chaque islandais possède un numéro d'identification national dès sa naissance, le kennitala.
Les noms islandais diffèrent de la plupart des noms de famille occidentaux en étant patronymiques (et quelques fois matronymiques) dans le sens où le nom de l'enfant reflète le prénom du père (ou de la mère) et non celui d'une lignée familiale. C’est un un héritage culturel commun avec les pays nord européens tels que l'Ukraine, la Russie, la Norvège, la Suède et le Danemark.
Les prénoms qui ne sont pas d'usage en Islande doivent être approuvés par le Comité islandais des noms avant d'être donnés. Le critère d'acceptation est la facilité d'intégration dans la langue islandaise. D'abord, il doit contenir uniquement des lettres présentes dans l'alphabet islandais et ensuite il doit pouvoir être grammaticalement décliné.
Le rôle des femmes en Islande (en) a évolué tout au long de l'histoire. Elles obtiennent le droit de vote en 1915. Vigdís Finnbogadóttir est la première femme au monde élue au suffrage universel direct à la tête d'un État,. Quant à Jóhanna Sigurðardóttir, elle est en 2009 la première femme à diriger l'Islande et la première cheffe de gouvernement du monde ouvertement lesbienne,,.
Concernant l’égalité homme-femme, l’Islande a été classée première en 2013 par le Forum économique mondial, dans son rapport mondial sur l'écart entre les femmes et les hommes.
Avec les autres pays scandinaves, l'Islande fait partie des pays les plus progressistes pour les droits LGBT. Les changements législatifs reflètent une transformation profonde de la société islandaise depuis les années 1990, passant d'un conservatisme homophobe à une acceptation de plus en plus importante des personnes LGBT+.
- Funérailles, Icelandic funeral (en)

### Droit
Les Droits de l'homme en Islande sont garantis par les articles VI et VII de la constitution du pays.
La peine de mort en Islande (en) a été abolie en 1928 et sa réintroduction rendue anticonstitutionnelle depuis 1995.
L’avortement (Islande) (en) y est légal depuis 1975.
Concernant la traite des êtres humains en Islande (en), le rapport sur le trafic des personnes classe le pays dans le tiers 2 en 2020. La prostitution prospère même si le fait de payer pour des relations sexuelles est illégal. L'article 227a du code pénal incrimine à la fois le trafic sexuel et le travail forcé et prévoit des peines allant jusqu'à 12 ans d'emprisonnement.
Avec les autres pays scandinaves, l'Islande fait partie des pays les plus progressistes pour les droits LGBT. Les changements législatifs reflètent une transformation profonde de la société islandaise depuis les années 1990, passant d'un conservatisme homophobe à une acceptation de plus en plus importante des personnes LGBT+.
La corruption (Islande) (en) n'est pas courante,, mais la crise financière mondiale et les révélations qui ont suivi ont eu un impact négatif sur l'intégrité et l'indépendance des institutions dirigeantes islandaises.
La prohibition (Islande) (en) a été en vigueur en Islande entre 1915 et 1989. Depuis, chaque 1er mars est fêté comme le jour de la bière (en), en commémoration des 74 années d’interdiction de l’alcool.

### État
L'Histoire de l'Islande est récente par rapport à celle du reste de l'Europe. Du fait de son éloignement, ce pays n'a pas subi la guerre, mais certains événements extérieurs, tels que la réforme protestante imposée par le Danemark ou la peste noire, ont eu des conséquences importantes pour les Islandais. L'histoire du pays a aussi été marquée par nombre de catastrophes naturelles et par sa lutte pour l'indépendance, obtenue en 1918 — il faut toutefois attendre 1944 pour que les derniers liens avec le Danemark soient coupés lors de l'instauration d'un régime républicain. Le XXe siècle voit le pays se développer rapidement, grâce surtout à la pêche, d'ailleurs source de plusieurs conflits, dont la guerre de la morue (cod war). En 2008, il compte parmi les pays les plus avancés au monde, mais la crise financière affecte considérablement son économie et en bouleverse le paysage politique, avec la révolution des casseroles.
- List of wars involving Iceland (en)
- 2016 Icelandic anti-government protests (en)
- Nationalisme islandais
- History of Icelandic nationality (en)

## Gastronomie

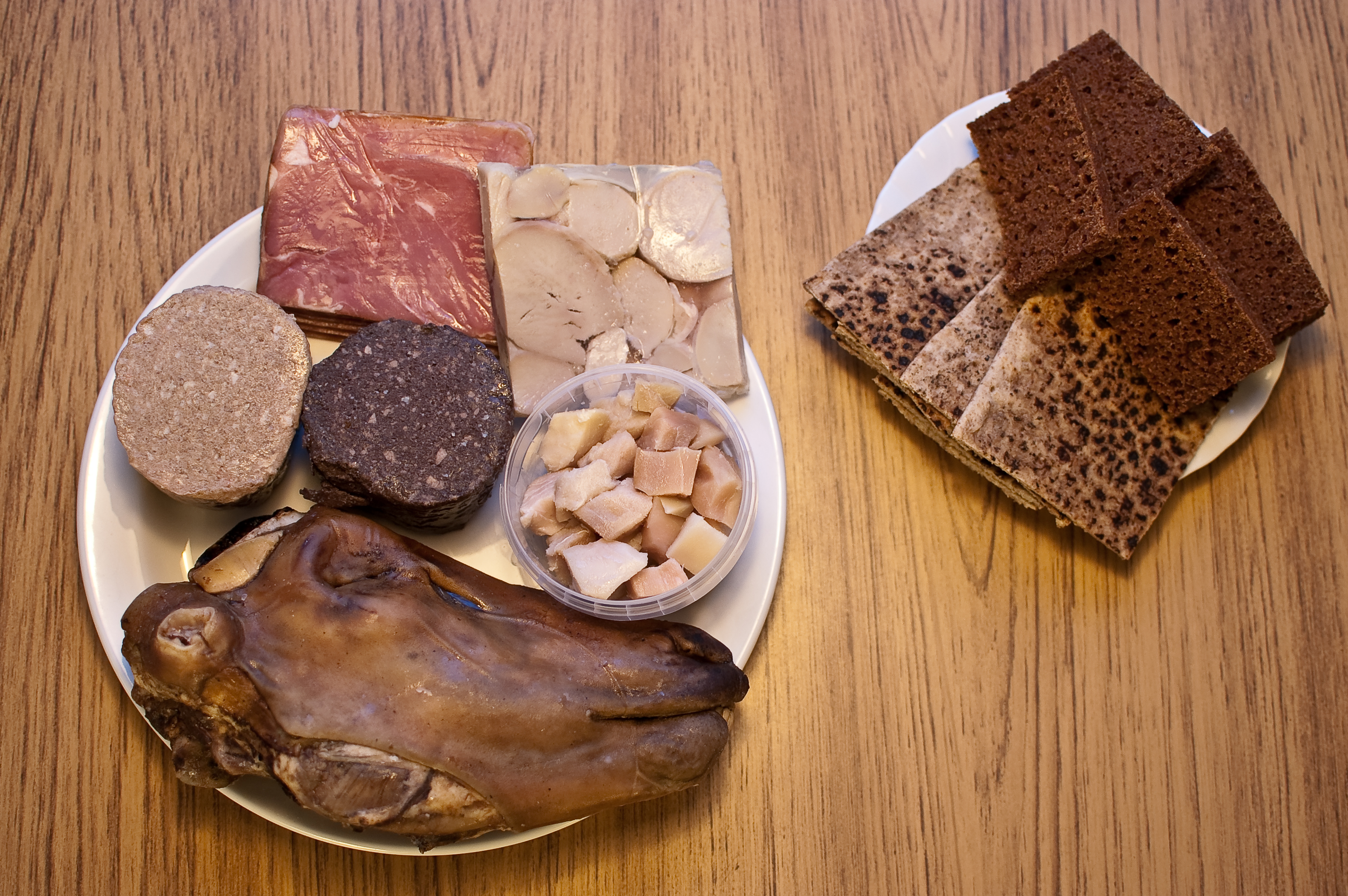
Plat traditionnel islandais, on peut voir du svið qui est une tête de mouton bouillie.

La cuisine islandaise est principalement basée sur le poisson, l'agneau et les produits laitiers. Elle est apparentées aux cuisines inuite, Greenlandic cuisine (en) et Yup'ik cuisine (en)
Le Fiskidagurinn mikli (en), Le grand jour du poisson, se tient chaque premier lundi du mois d'août à Dalvík. Il est organisé par l'industrie locale de la pêche, et réunit près de 30 000 personnes afin de déguster les produits de la pêche.

## Santé
L'Islande a le troisième taux brut de mortalité le plus bas d'Europe, à 355 pour 100 000 habitants en 2015 mais aussi le taux le plus bas d'hommes fumeurs en Europe : 17 %.

## Sports, arts martiaux

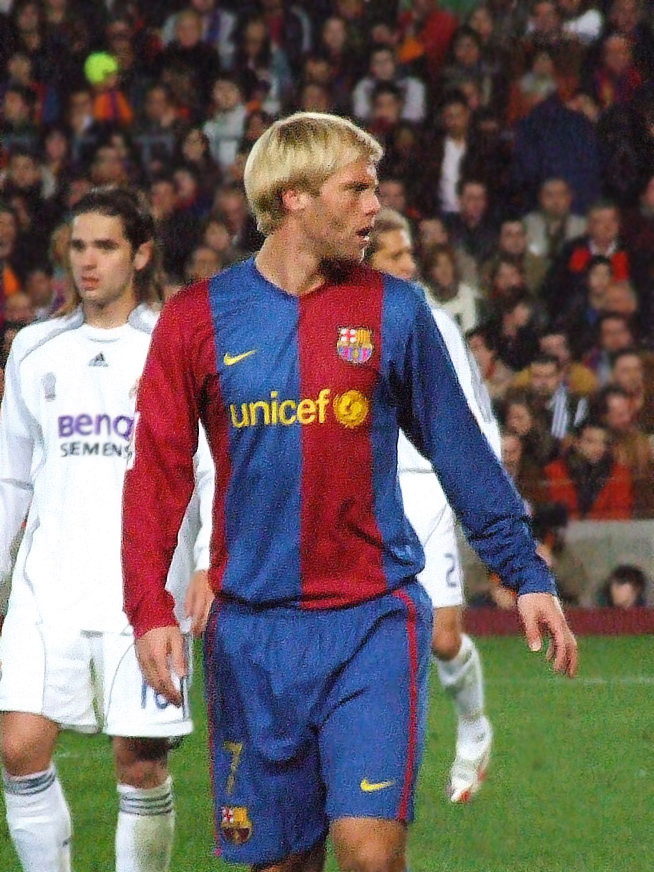
Le footballeur Eiður Smári Guðjohnsen.

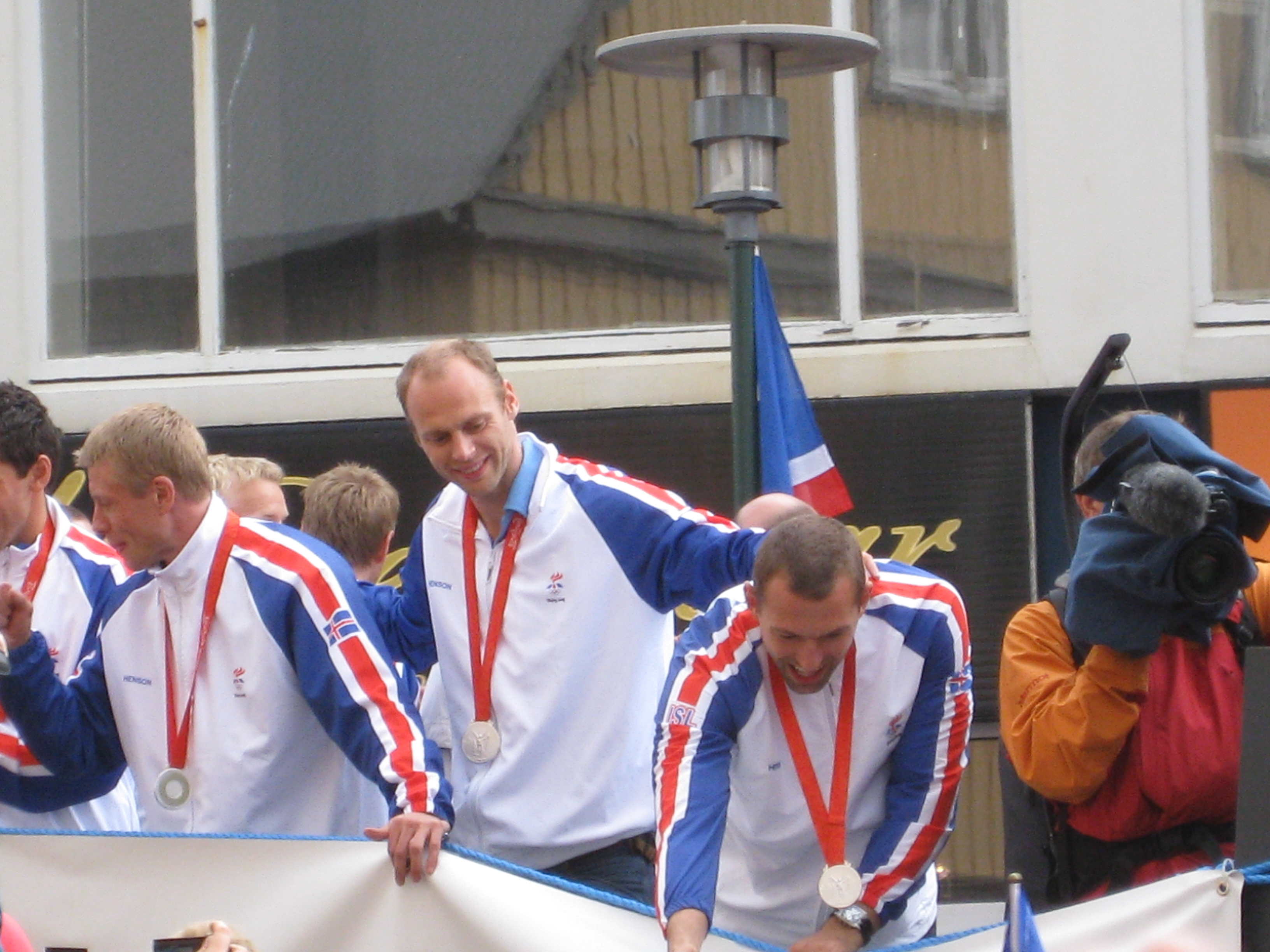
L'équipe nationale islandaise de handball fêtant sa médaille d'argent obtenue aux JO de Pékin 2008.

Le principal sport traditionnel en Islande est la Glíma, une forme de lutte dont les origines remontent au Moyen Âge.
Parmi les sports populaires, on trouve le football, le handball, le basket-ball et l'athlétisme.
En football, l'équipe nationale féminine est classée 18e mondiale par la FIFA. Quant à l'équipe masculine de football, elle s'est qualifiée, pour la première fois, pour une phase finale d'une compétition majeure de football, l'Euro 2016. De plus, elle possède en la personne d'Eiður Smári Guðjohnsen (Molde) un attaquant de rang mondial.
Le handball est souvent considéré comme étant le sport national et l'équipe d'Islande fait partie des bonnes équipes mondiales et a décroché la médaille d'argent de jeux Olympiques de 2008.
Les échecs et l'équitation sont aussi pratiqués.

## Média
La Constitution de l'Islande garantit une liberté d'expression absolue, faisant ainsi des médias islandais certains des plus libres dans le monde. Cette liberté a été renforcée en 2010 par la loi issue de l'Icelandic Modern Media Initiative.

### Presse
Les journaux quotidiens les plus vendus sont Morgunblaðið et 24 stundir.
- Liste de journaux en Islande[35]
- Liste de magazines islandais : Nordicum-Mediterraneum, Iceland Review, Gripla (de)
- List of online newspapers in Iceland (en)
- Liberté d'expresion et de presse en Islande

### Radio
Les stations de radio les plus importantes sont Rás 1, Rás 2 et Bylgjan.

### Télévision
Les chaînes de télévision les plus importantes en Islande sont la chaîne d'État Sjónvarpið et les chaînes privées Stöð 2 et Skjár einn.
C'est en Islande que le programme pour enfants LazyTown (islandais : Latibær) est fabriqué. Il a été créé par Magnús Scheving. Il est diffusé dans 98 pays, dont les États-Unis ou le Royaume-Uni. Les studios Lazytown se trouvent à Garðabær

### Internet (.is)
Les sites internet les plus importants sont Vísir.is et Mbl.is.

## Littérature

### Généralités

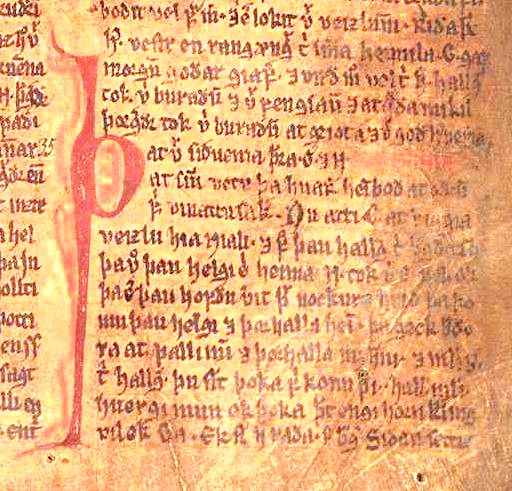
Un extrait de la Saga de Njáll le Brûlé.

La littérature islandaise est la littérature écrite en islandais dans la langue du pays.
Les sagas, contes épiques qui se déroulent pendant la période de colonisation de l'Islande, sont les plus connues : la saga de Njáll le Brûlé, la saga des Groenlandais et d'Erik le Rouge qui racontent la découverte du Groenland et du Vinland.
Une traduction de la Bible a été publiée au XVIe siècle. La littérature entre le XVe et le XIXe siècle comprend des poèmes sacrés, comme les Psaumes de la Passion d'Hallgrímur Pétursson, un des plus célèbres poètes d'Islande, mais aussi des Rímur, qui sont des poèmes épiques.
L'auteur islandais Halldór Laxness est le seul islandais à avoir reçu le prix Nobel de littérature en 1955.
- Medieval Nordic Text Archive (en), Old Icelandic Homily Book (en), Arnamagnæanske Samling,
  - Landnámabók, Icelandic Manuscript, SÁM 66 (en)
- Prix littéraires : Prix de littérature islandaise, Blóðdropinn (en)

### Littérature contemporaine
Récemment, les auteurs de romans policiers islandais, comme Arnaldur Indriðason (1961-), Yrsa Sigurðardóttir (1963-) ou Eva Björg Ægisdóttir (1988- ) ont acquis une notoriété internationale.

## Artisanat

### Poterie, céramique, faïence
- Céramique scandinave

## Arts visuels

### Dessin
- Dessinateurs islandais
- Graveurs islandais
- Illustrateurs islandais
- Affichiste islandais
- Auteurs islandais de bande dessinée

### Peinture
La peinture contemporaine islandaise trouve ses origines dans les travaux de Þórarinn Þorláksson qui a principalement peint les paysages de l'île. D'autres artistes ont suivi les traces de Þórarinn Þorláksson, comme Jóhannes Kjarval et Júlíana Sveinsdóttir.

### Sculpture
La sculpture Le Voyageur du Soleil est l'un des monuments les plus photographiés à Reykjavik.
- Icelandic Sculptors Society (en)

### Architecture
L'architecture islandaise dérive de l'architecture scandinave, et s'est développée sous les contraintes du territoire islandais, comprenant notamment parmi les plus importantes le manque d'arbres, nécessaires aux constructions en bois.

### Photographie
- Photographie en Islande (en)

## Arts du spectacle
- Spectacle vivant, Performance, Art sonore
- Sequences Art Festival (en)

### Musique(s)

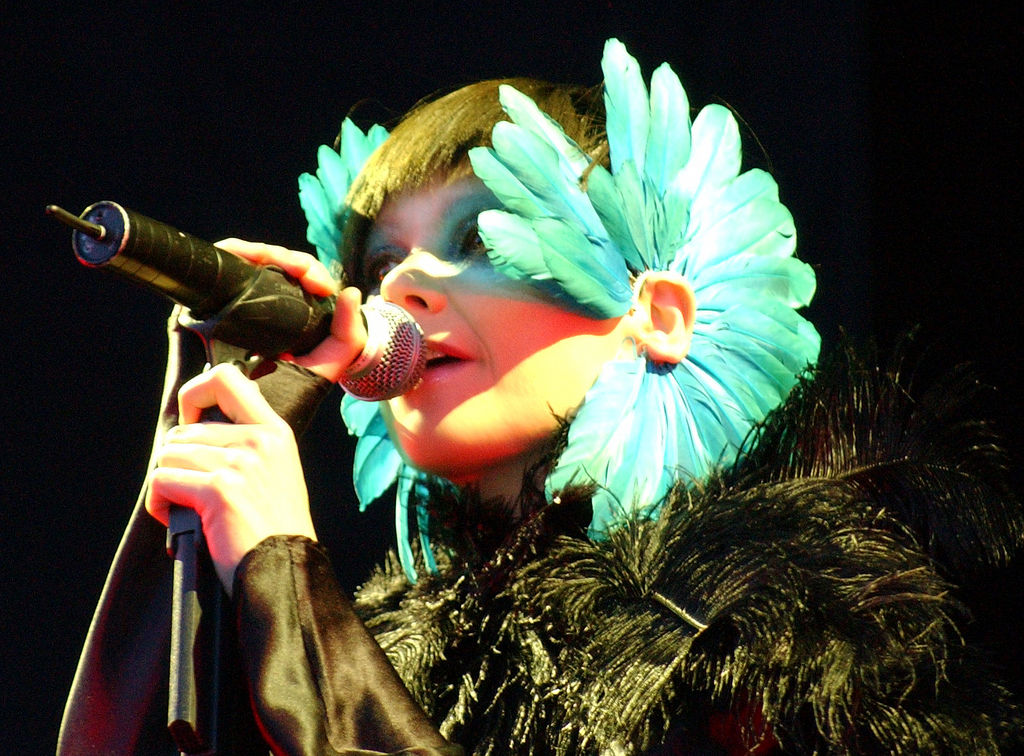
La chanteuse Björk.

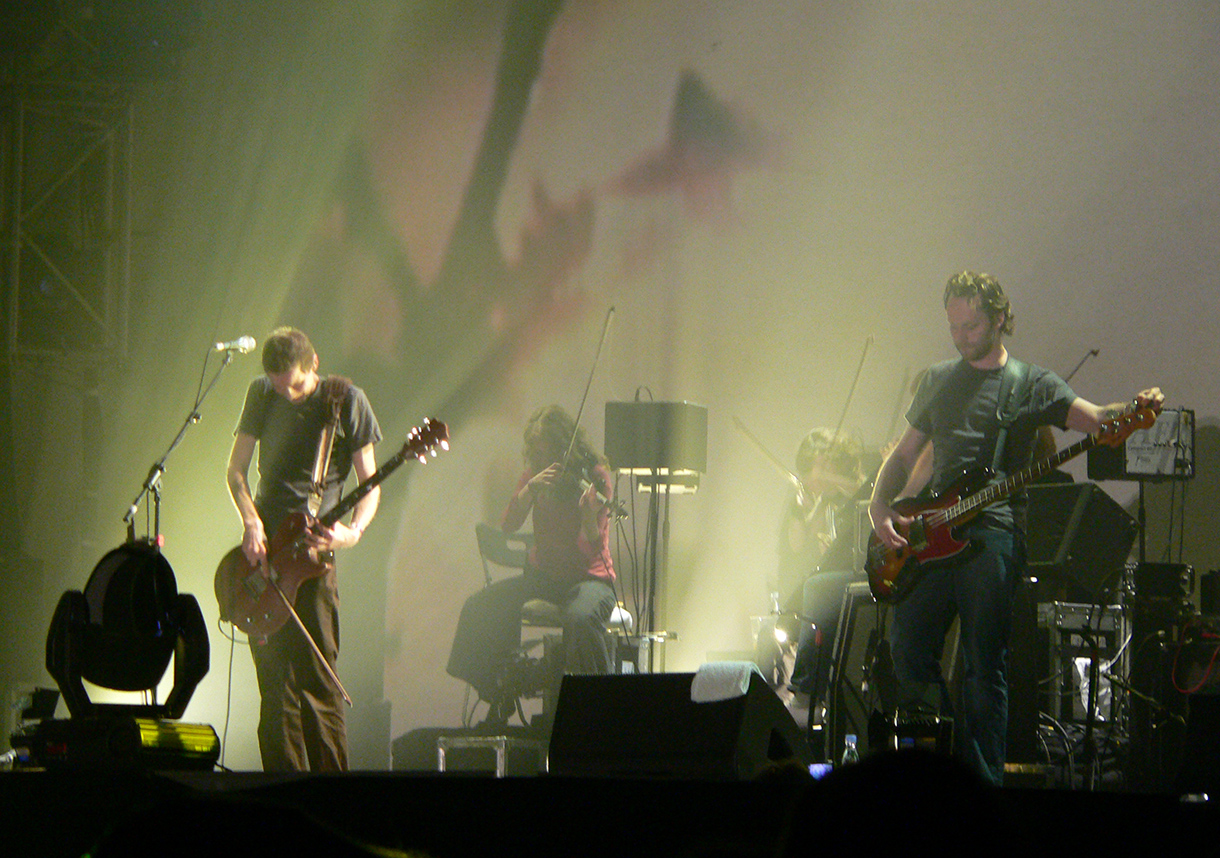
Le groupe Sigur Rós.

La musique islandaise est associée à la musique nordique. La musique traditionnelle est très religieuse. Hallgrímur Pétursson a écrit de nombreux hymnes protestants pendant le XVIIe siècle.
Les Rímur occupent également une place importante dans le patrimoine culturel islandais. Les Rímur sont des contes épiques, la plupart du temps a cappella, qui trouvent leur origine dans la poésie scaldique. Le poète le plus connu est Sigurður Breiðfjörð (1798-1846).
La musique contemporaine comprend de nombreux groupes pop-rock, comme Bang Gang et Amiina, ou encore les chanteurs Bubbi Morthens, Megas, Björgvin Halldórsson et Paul Oscar (égérie gay et DJ populaire). La scène rock indépendante est également importante avec Múm ou Sigur Rós.
Beaucoup d'artistes et de groupes islandais sont connus mondialement comme Björk, Sigur Rós et Emiliana Torrini, mais encore GusGus, Quarashi, Mínus et Múm. Le principal festival musical est l'Iceland Airwaves, qui se tient chaque année à Reykjavik, et qui réunit aussi bien des groupes islandais que des groupes étrangers.
- Musique islandaise, Musique islandaise (rubriques)
- Orchestre symphonique d'Islande
- Musiciens islandais
- Chanteurs islandais
- List of Icelandic singers (en)
- List of bands from Iceland (en)
- Isländischer Zwiegesang (de)
- Músíktilraunir

### Danse(s)
- Danse en Islande, Danse en Islande (rubriques)
- Liste de danses
- Danseurs islandais
- Chorégraphes islandais

### Théâtre
- Théâtre en Islande (is) (à créer), Théâtre en Islande (rubriques)
- Dramaturges islandais
- Pièces de théâtre islandaises
- Metteurs en scène islandais
- Théâtre National d'Islande (en)

### Autres scènes: marionnettes, mime, pantomime, prestidigitation
Les arts mineurs de scène, arts de la rue, arts forains, cirque, théâtre de rue, spectacles de rue, arts pluridisciplinaires, performances manquent encore de documentation pour le pays …
Pour le domaine de la marionnette, la référence est : Arts de la marionnette au Danemark, sur le site de l'Union internationale de la marionnette UNIMA).
Le marionnettiste allemand, installé en Islande, Bernd Ogrodnik est « le cofondateur et directeur artistique du Brúðuheimar (Monde des marionnettes) Centre des arts de la marionnette de Borgarnes, Islande et du Figuren Theatre Bernd Ogrodnik ».

### Cinéma
- Cinéma islandais, Cinéma islandais (rubriques)
- Réalisateurs islandais, Scénaristes islandais
- Acteurs islandais, Actrices islandaises
- Films islandais
- Festivals : Punto y Raya Festival, Reykjavík International Film Festival, Stockfish Film Festival
- Edda Award

### Autres
- Vidéo, Jeux vidéo, Art numérique, Art interactif
- Culture alternative, Culture underground
- Jeux vidéo développés en Islande : Eve Online, Eve: Valkyrie, QuizUp

## Tourisme
- Tourisme en Islande, Tourisme en Islande (rubriques)
- Sur WikiVoyage
- Conseils aux voyageurs pour l'Islande :
  - France Diplomatie.gouv.fr
  - Canada international.gc.ca
  - CG Suisse eda.admin.ch
  - USA US travel.state.gov

## Patrimoine

### Musées
- Liste de musées en Islande

### Liste du Patrimoine mondial
Le programme Patrimoine mondial (UNESCO, 1971) a inscrit dans sa liste du Patrimoine mondial sa
- liste du patrimoine mondial en Islande

### Liste représentative du patrimoine culturel immatériel de l’humanité
Le programme Patrimoine culturel immatériel (UNESCO, 2003) a inscrit dans sa liste représentative du patrimoine culturel immatériel de l’humanité (au 10/01/2016) : aucune activité humaine encore.

### Registre international Mémoire du monde
Le programme Mémoire du monde (UNESCO, 1992) a inscrit dans son registre international Mémoire du monde (au 10/01/2016) :
- 2009 : Collection arnamagnéenne (avec le Danemark)[39].
- 2013 : Recensement islandais de 1703[40].

### Filmographie
- L'Islande avec Anne Steinlein, film de Philippe Crnogorac, Gédéon programmes, Paris, 2008, 52 min (DVD)